# Побег из тюрьмы Маунтджой на вертолёте

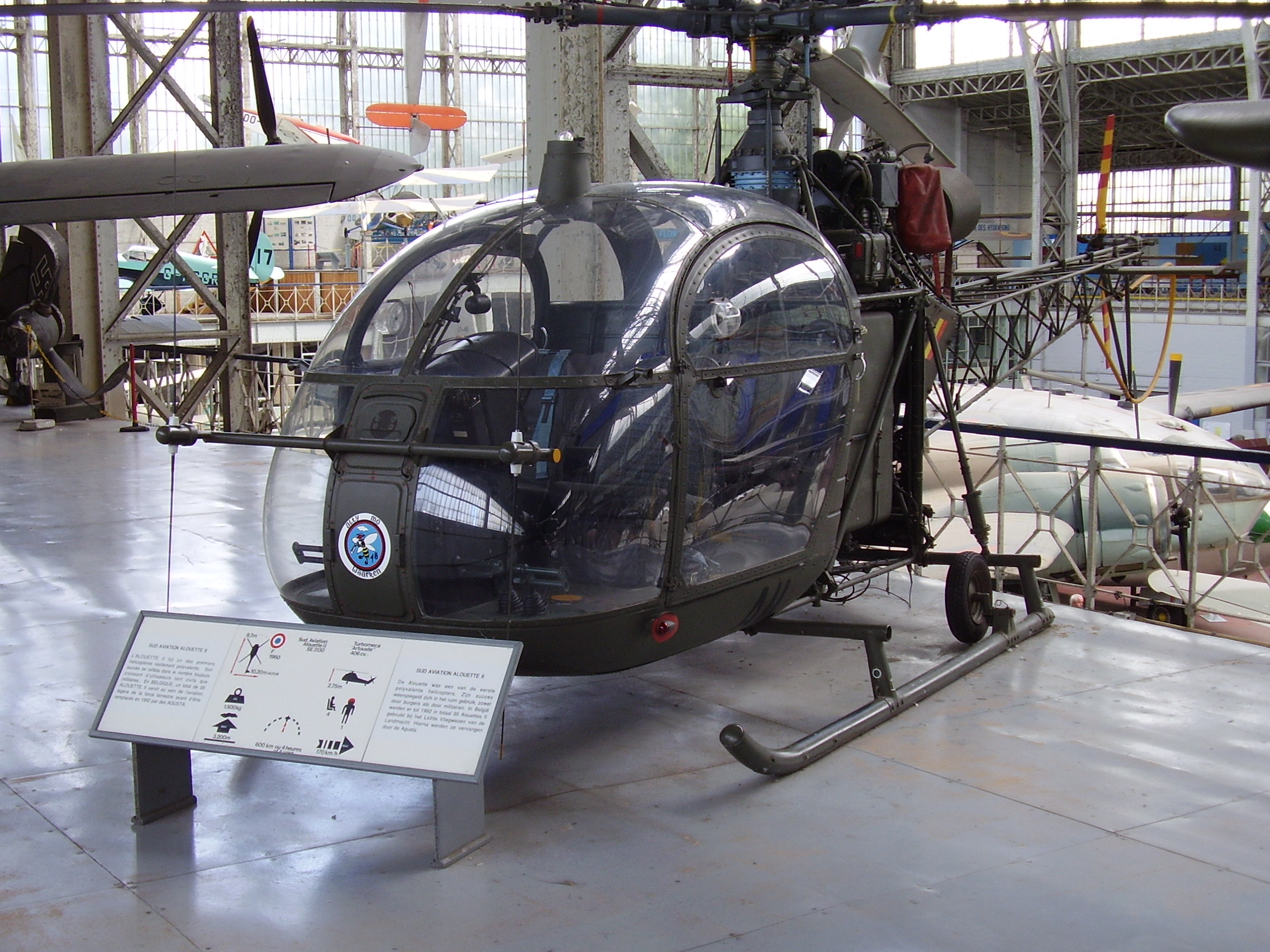
Вертолёт типа Алуэт-II

Побег из тюрьмы Маунтджой на вертолёте произошёл 31 октября 1973 года, когда трое членов Временной Ирландской республиканской армии совершили побег из дублинской тюрьмы Маунтджой на борту угнанного вертолёта Алуэт-II, приземлившегося в тюремном дворе для физических упражнений. Известие о побеге облетело весь мир и привело в замешательство коалиционное правительство Ирландии, которое в то время возглавлял Лиам Косгрейв из партии Фине Гэл. За этот побег он подвергся критике со стороны оппозиционной партии Фианна Файл. В охоте на беглецов участвовали 20 тысяч служащих Сил обороны Ирландии и сотрудников ирландской полиции. Один из беглецов, Шеймус Туоми, был пойман только в декабре 1977 года. Музыкальная группа Wolfe Tones написала песню «The Helicopter Song» (Вертолётная песня), занявшую верхние строчки в списках ирландских популярных музыкальных чартов несмотря на то, что её запретило правительство.

## Предыстория
В ходе вспышки конфликта в Северной Ирландии в 1969 году «временное» крыло ИРА повело вооружённую борьбу, провозгласив своей целью создание объединённой Ирландии с прекращением существования Северной Ирландии как части Соединённого королевства Великобритании. В августе 1971 года в качестве ответа на растущий уровень насилия в Северной Ирландии стало применяться заключение в концентрационных лагерях без суда. Коалиционное правительство республики Ирландия, возглавляемое Лиамом Косгрейвом, лидером партии Фине Гэл, пыталось обуздать активность ИРА. Фине Гэл пришла к власти под девизом обеспечения общественного порядка при помощи политики «ужесточения наказаний». По приказу суперинтенданта полиции Garda Síochána был арестован и обвинён в членстве в ИРА ряд подозреваемых (членство в этой организации являлось преступлением, попадающим под действие Акта о преступлениях против государства). Затем арестованные предстали перед Специальным уголовным судом в Дублине. Из-за специфической политики, проводимой ИРА, суд признал свершившимся фактом отсутствие защиты и члены ИРА получили по году заключения в концентрационном лагере. В сентябре 1973 года глава штаба ИРА Шеймус Туоми предстал перед Специальным уголовным судом по обвинению в членстве в ИРА, где заявил: «Я отказываюсь признавать пробританский предательский суд». Суд признал его виновным и приговорил к пятилетнему сроку заключения. К октябрю 1973 года командная структура ИРА была серьёзно подорвана, поскольку Туоми и другие высшие члены ИРА пребывали в тюрьме Маунтджой.

## Планирование побега
ИРА немедленно приступила к подготовке плана побега Шеймуса Туоми, Джея-Би О’Хейгана и Кевина Мэллона из тюрьмы. Первоначальный план заключался в подрыве двери, через которую заключённые проходили в прогулочный двор (взрывчатку нужно было тайком переправить в тюрьму). Попав в прогулочный двор, беглецы должны были по верёвочной лестнице перелезть через внешнюю стену и уехать на машине, приготовленной членами дублинской бригады ИРА. План провалился, так как беглецы не смогли попасть в прогулочный двор, а верёвочная лестница была замечена. ИРА приступила к разработке новых планов побега. Идея использования вертолёта для побега уже обсуждалась при разработке плана бегства Джерри Адамса из лагеря заключения Лонг-Кэш и была отвергнута ввиду близости базы британской армии, где находилось множество вертолётов. Главный штаб ИРА одобрил план освобождения Туоми, О’Хейгана и Мэллона, были сделаны приготовления для того, чтобы добыть вертолёт. К менеджеру компании Irish Helicopters явился человек и, разговаривая с американским акцентом, представился мистером Леонардом; он заявил о желании арендовать вертолёт для аэросъёмки в графстве Лиишь. После осмотра вертолётного парка компании Леонард остановил свой выбор на пятиместном Алуэте-II.

## Побег
31 октября Леонард явился в компанию Irish Helicopters, где был представлен пилоту вертолёта капитану Томпсону Бойсу. Пилот получил инструктаж: полететь на поле у городка Страдбалли, чтобы забрать оборудование Леонарда для фотографической съёмки. Приземлившись на поле, Бойс увидел двух вооружённых мужчин в масках, которые появились из-за деревьев и подбежали к вертолёту. Под дулом пистолета Бойсу разъяснили, что он не пострадает, если выполнит их приказы. Леонард и один из стрелков покинули место захвата, другой боевик, вооруженный пистолетом и автоматом AR-18, залез в кабину вертолёта. Бойсу было приказано лететь по направлению к Дублину вдоль линии железной дороги и Королевского канала. Ему запрещалось согласовывать полёт с диспетчерами воздушного контроля. Когда вертолёт подлетал к Дублину, Бойса проинформировали о плане побега; он получил приказ совершить посадку в прогулочном дворе тюрьмы Маунтджой.
В это время в прогулочном дворе тюрьмы заключённые наблюдали за футбольным матчем. Вскоре после 3.35 вертолёт приземлился во дворе тюрьмы; Кевин Мэллон направлял пилота с помощью флажков. Тюремный надзиратель, находящийся на дежурстве, сначала не предпринял никаких действий, поскольку думал, что на вертолёте прилетел министр обороны Падди Донеган. Заключённые окружили восьмерых надзирателей во дворе и начали между собой драку; тюремщики поняли, что происходит побег. Туоми, О’Хейган и Мэллон поднялись на борт вертолёта, который тут же поднялся в воздух. В суматохе один из надзирателей заорал: «Закройте ворота, закройте ебанные ворота!» (англ. Close the gates, close the fucking gates!). Вертолёт полетел на север и приземлился на заброшенном ипподроме в Балдойле (пригороде Дублина). Там беглецы были встречены членами дублинской бригады ИРА, после чего их перевезли в убежище на угнанном ранее такси.

## Реакция
Новость о побеге облетела весь мир, попав на первые полосы газет, и привела в замешательство правительство, возглавляемое Косгрейвом, которое подверглось критике за «некомпетентность в вопросах безопасности» со стороны оппозиционной партии Фианна Файл.
Незамедлительно после побега 1 ноября был проведены дебаты в палате представителей Ирландии, где лидер оппозиции Джек Линч заявил: «Это высшая справедливость, то, что вопрос о вертолёте сейчас в фокусе замешательства правительства и в центре их дилеммы. Действительно трудно винить тюремных надзирателей, которые думали, что министр обороны вчера удостоил тюрьму Маунтджой неформальным визитом, поскольку, конечно, все мы знаем, что министр обороны привык использовать вертолёты, поскольку, как кто-то уже заметил, остальные министры привыкли использовать государственные автомобили».
ИРА выпустила заявление по поводу побега: «В среду трое заключённых-республиканца были освобождены специальной группой из тюрьмы Маунтджой. Операция имела полный успех, сейчас люди находятся в безопасности, несмотря на повальную облаву со стороны государственных сил». Вскоре после побега Туоми дал эксклюзивное интервью немецкому журналу «Der Spiegel»; в ходе интервью репортёр сказал, что народ по всей Европе шутил об инциденте как о «побеге столетия». Ирландская музыкальная группа Wolfe Tones, выступавшая в жанре повстанческой музыки, написала отмечающую побег песню «The Helicopter Song», которая была незамедлительно запрещена правительством и находилась на вершине ирландских чартов после продажи двенадцати тысяч копий за одну неделю.

## Послесловие
Побег привел к этапированию всех заключенных из ИРА, содержавшихся в тюрьме Маунтджой и лагере Курах, в тюрьму максимальной безопасности Порт-Лиише. Чтобы предотвратить дальнейшие попытки побега, периметр тюрьмы был взят под охрану военными ирландской армии. Над тюрьмой была натянута проволока, чтобы пресечь любые будущие попытки бегства на вертолёте. Косгрейв заявил, что для беглецов не останется ни одного «укромного места»; в охоте участвовало двадцать тысяч служащих ирландских сил обороны и полиции Garda Síochána. Мэллон был схвачен 19 декабря 1973 года в танцевальном зале Гэльской атлетической ассоциации в отеле близ Порт-Лиише и заключён в тюрьму Порт-Лиише. Он бежал и оттуда 18 августа 1974 года в ходе массового побега, когда девятнадцать заключённых разоружили охрану и подорвали ворота гремучим студнем. В январе 1975 года его снова поймали в Фоксроке и снова отправили в тюрьму Порт-Лиише. О’Хейгана взяли в Дублине в начале 1975 года и тоже заключили в тюрьме Порт-Лиише. По окончании первоначального двенадцатимесячного срока он был немедленно арестован и приговорён к двум годам заключения за побег. Туоми избегал поимки до 2 декабря 1977 года, когда спецотряд полиции Garda Síochána застал его в машине в Сандикове. Сотрудники расследовали дело о поставке оружия по наводке коллег из бельгийской полиции. Туоми уехал на машине, но был захвачен в центре Дублина после погони. Он также угодил в тюрьму Порт-Лиише, где пребывал до освобождения в 1982 году.